# Pleasant Valley No. 288 (Saskatchewan)
Pleasant Valley è una municipalità rurale della provincia canadese del Saskatchewan, nella Divisione N.12. Fa parte della SARM Division No. 6.
Secondo il censimento del 2024, Pleasant Valley aveva 285 abitanti.

## Geografia

### Località
Le seguenti località rientrano nella municipalità di Pleasant Valley:
- Anglia
- D'Arcy
- Fiske
- McGee

## Storia
L'11 dicembre 1911 Pleasant Valley è stato incorporato come municipalità rurale.